# Авиация и Время
Авиация и Время (АиВ, укр. Авіація та Час, англ. Aviation and Time) — науково-популярний авіаційний журнал України. Видавався російською мовою Видавничим центром «АероХобі».

## Історія
Журнал засновано у лютому 1992 під назвою рос. «АэроХобби» («АХ»).
У 1995, назву журнал змінив назву на рос. «Авиация и Время».
У 1998, змінено логотип журналу — у новому логотипі виділено абревіатуру «АиВ».
Останній випуск журналу, «АиВ» №6'2020, вийшов друком 9 квітня 2021.
Загалом було випущено 178 випусків журналів «АХ» та «АиВ».
За увесь час існування журнал не одноразово був учасником Міжнародної виставки Авіасвіт-XXI та інших авіаційних заходів.
Окрім випуску журналу, ВЦ «АероХобі» випускає різні довідкові матеріали та книги на авіаційну тематику.

## Опис
Журнал містить статті з новинами авіації, інтерв'ю а також історичні нариси та монографії присвячені авіаційній тематиці.
У кожен випуск вміщено креслення літального апарата, якому присвячено основну статтю номера, в масштабі 1:72 або 1:144.
Періодичність видання: 1 випуск на 2 місяці (6 випусків на рік), а також додаткові спеціальні випуски.
Маса одного випуску журнала: 142—144 грам.

## Дивіться також
- Aeroplane (журнал)
- Flight International (журнал)
- АОН (журнал)
- Авіаційно-космічна техніка і технологія (науковий журнал)